# Lidia González
Lidia González, née le 27 avril 1967 à Puerto Montt (Chili) est une militante pour les peuples indigènes, femme politique chilienne, et appartenant au peuple yagan.
Elle est élue membre de l'Assemblée constituante lors des élections de 2021, par la circonscription du siège réservé aux yagans, en tant que candidate indépendante autochtone.
Elle est la fille de Cristina Calderón, ultime locutrice de la langue Yagan et vivant selon les coutumes.

## Biographie

### Famille et études
Lidia González est née le 27 avril 1967 à Puerto Montt, elle est la fille de Cristina Calderón et Teodosio González, la plus jeune fille des dix enfants. Après sa naissance, sa famille déménage à Cabo de Hornos sur l'Île Navarino (« Uceniaka » pour le peuple yagan).
Elle réalise ses études au sein d'un pensionnat. Au cours de cette même période, pendant sa jeunesse et son adolescence, elle confie avoir été victime de harcèlement et de discrimination en raison de son origine, au point de finir ses études scolaires à distance. À l'âge adulte, elle apprend les techniques traditionnelles de la vannerie du peuple yagan.
Depuis 2012, elle travaille au bureau de l'information sur les droits autochtones et plus tard en tant que responsable du bureau des affaires autochtones dans la ville de Puerto Williams,.

### Carrière militante et politique
En 2008, elle est élue conseillère municipale de Cabo de Hornos avec 7,62% des voix en tant qu'indépendante, sur la liste de l'alliance de la Concertation des partis pour la démocratie. À la suite de cette élection, elle est la première personne originaire du peuple yagan élue par le peuple. Elle est réélue en 2012 avec 4,95% des voix, en tant qu'indépendante.
En mars 2019, elle participe aux manifestations sur l'Île Navarino, empêchant l'arrivée d'une entreprise de saumon qui prévoyait d'établir 134 cages d'élevages à Puerto Williams. Les manifestations ont duré plusieurs mois, les participants appartenant pour la plupart d'entre eux à la communauté yagan. À l'issue de la lutte politique, les cages et l'entreprise se retire de la zone menacée.
Au cours de sa vie militante et politique, elle développe de nombreuses activités pour la préservation et la diffusion de la culture et de la langue du peuple yagan.

### Assemblée constituante
Après les résultats du référendum chilien de 2020 et le choix d'une Assemblée constituante élue, sa famille et son entourage l'encourage à se présenter aux élections constituantes comme représente du peuple Yagan. 
Avant l'élection, cinq personnes se prononcent comme candidat sur ce même siège réservé. Ils organisent un vote « pré-électoral », la personne qui récolterait le plus de voix serait désignée comme candidate. À l'issue du processus, elle est élue comme candidate avec 49 voix sur 85.
Elle est élue membre de l'Assemblée constituante lors des élections de 2021 avec 91,04 % des voix, par la circonscription du siège réservé du peuple yugan, en tant que candidate indépendante des peuples autochtones.
En juillet 2021,  elle rejoint la commission transitoire sur l'éthique. Après l'adoption du règlement de l'Assemblée constituante en octobre 2021, elle rejoint la commission thématique sur les droits fondamentaux.
Le 6 janvier 2022, elle est nommée vice-présidente adjointe de l'Assemblée constituante.